# Wauzeka
Wauzeka – wieś w stanie Wisconsin w hrabstwie Crawford w Stanach Zjednoczonych.
- Powierzchnia: 12,8 km²
- Ludność: 772 (2009)